# Tesoro di Košice

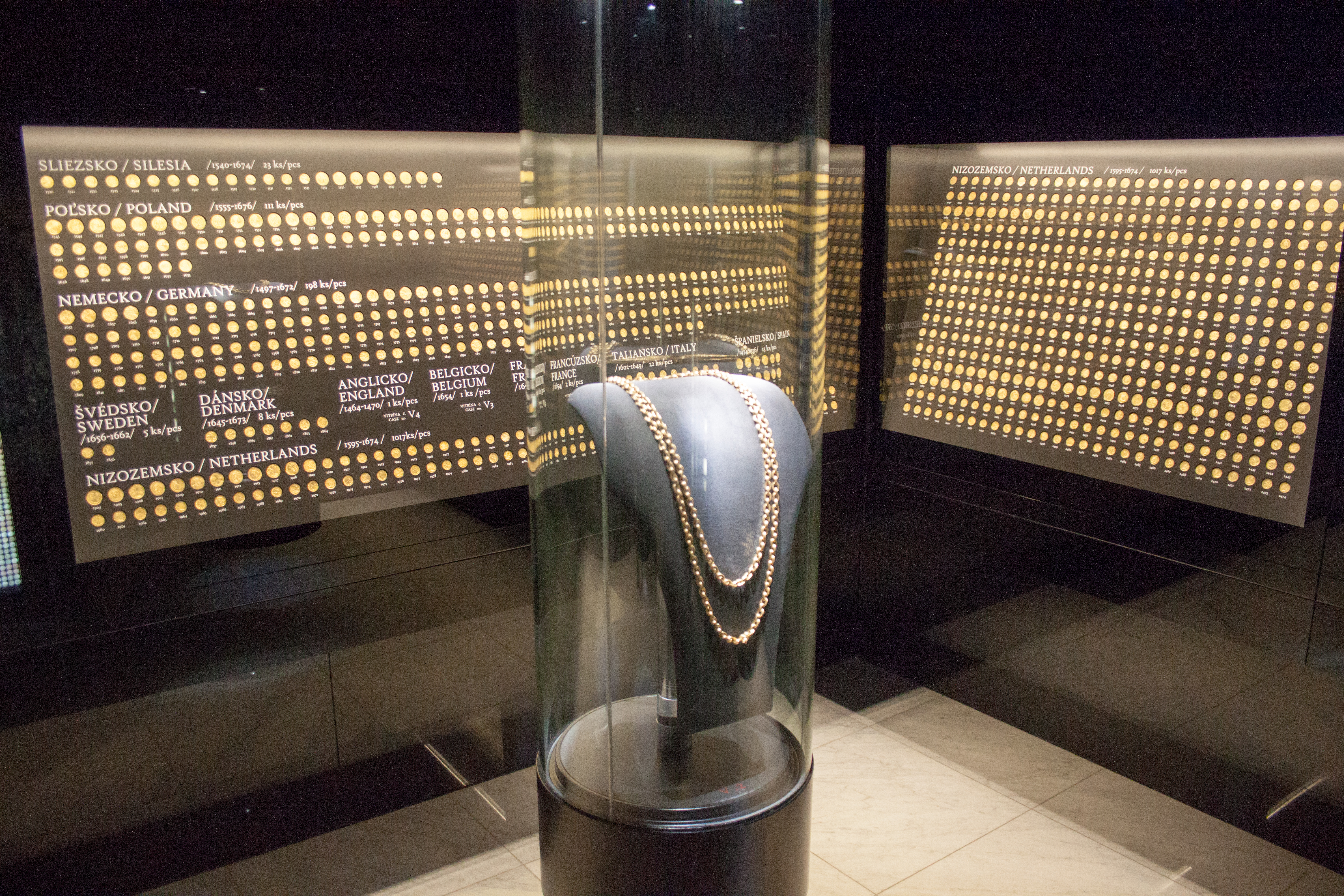
Vista di alcune teche di monete

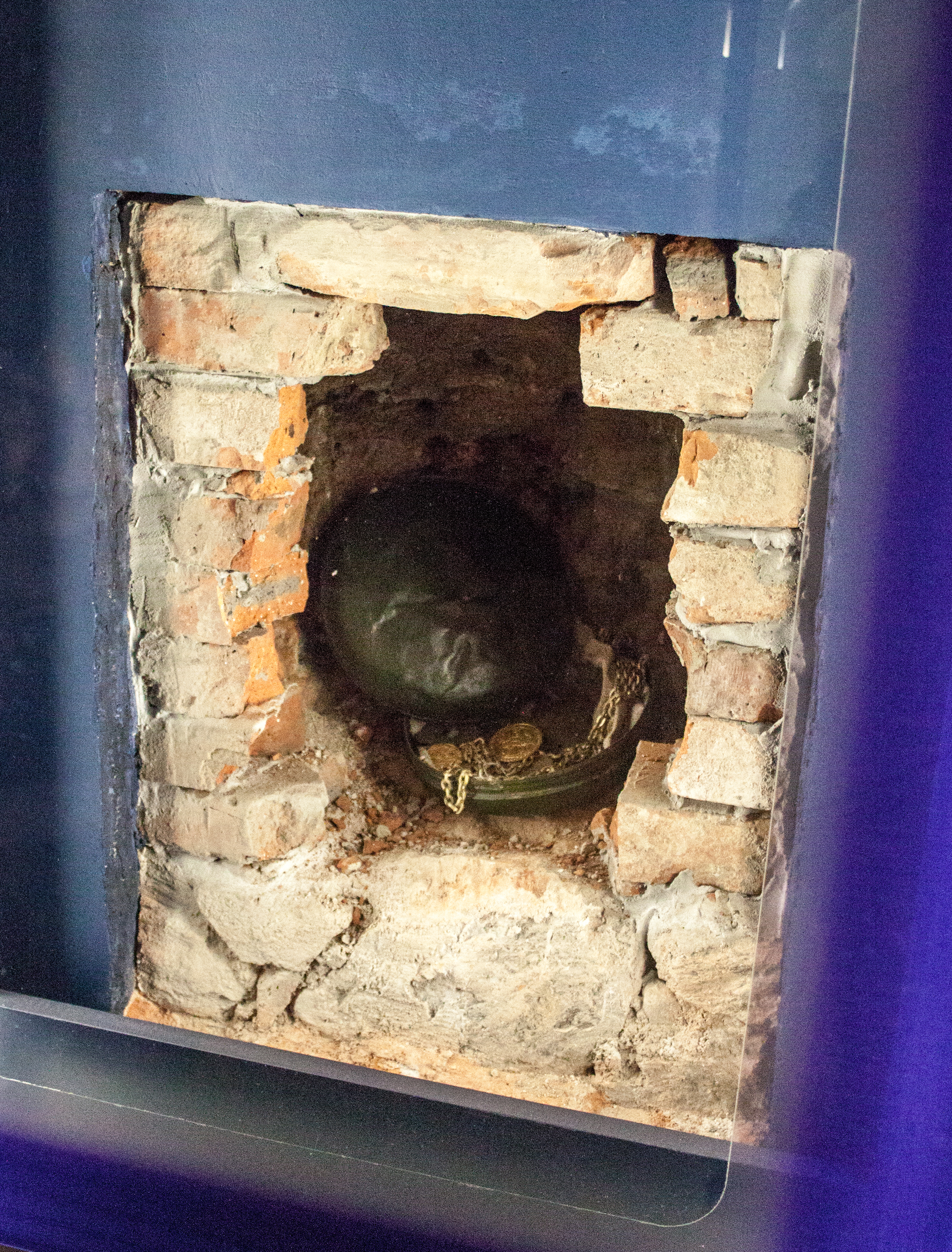
Ricostruzione del luogo del ritrovamento

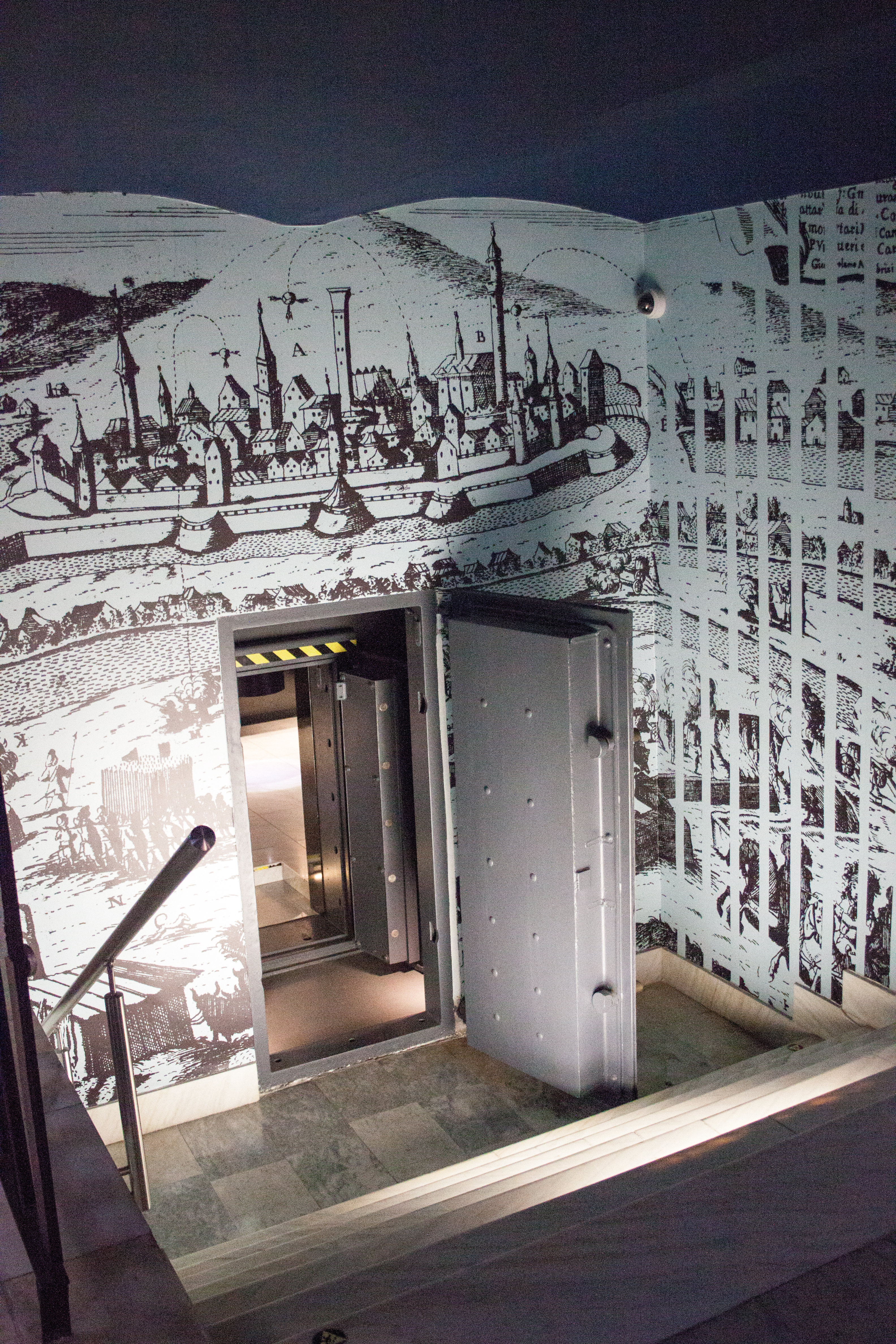
L'ingresso della camera blindata

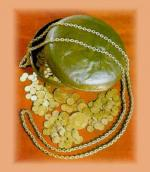
Il tesoro di Košice

Il Tesoro di Košice (in slovacco Košický zlatý poklad) è una collezione di 2 920 monete d'oro, tre medaglie d'oro e di una catena d'oro del Rinascimento ritrovato nel 1935 a Košice negli scavi delle fondazioni della direzione dell'agenzia delle entrate su Hlavná ulica 1935. Questa collezione unica, intatta dal suo ritrovamento, comprende monete e oggetti risalente al XV al XVII secolo ed è uno dei più grandi tesori d'oro del mondo.

## Composizione del tesoro
Il tesoro era conservato in una scatola di rame a forma di pagnotta, che consiste di due ciotole ad incastro. La ciotola superiore è decorata con un motivo di caccia inciso.
La massiccia catena rinascimentale è lunga 2,14 metri e pesa 590 grammi.
Il tesoro comprende tre medaglie d'oro. Due degli anni 1526 e 1544 con l'effigie di re Luigi II. Il più raro è il terzo del 1541. È opera di Krištof Füss ed è una medaglia equestre del re Ferdinando I.
Tra le monete, ce n'è una che non appartiene al contesto delle altre monete, fra loro contemporanee. Probabilmente è un'antica moneta tracia, ma potrebbe anche essere una sua imitazione celtica.
Le altre monete contemporanee provengono da ottanta diverse zecche europee e da diversi stati:
- Regno d'Ungheria - 1181
- Paesi Bassi (diverse provincie e città) - 1016
- Transilvania - 257
- Germania (diversi principati ecclesiastici e città) - 195
- Polonia - 113
- Principato arcivescovile di Salisburgo - 31
- Paese Ceco - 26
- Austria - 24
- Slesia - 22
- Italia - 22
- Spagna - 13
- Danimarca - 8
- Svezia - 7
- Francia - 2
- Inghilterra - 1
- Belgio - 1

## Origine del tesoro
La più recente moneta del tesoro proviene dalla zecca di Kremnica e fu coniata nel 1679. In base a ciò, così come secondo la situazione politica di Košice, il tesoro può essere datato agli anni 1680-1682. Fu un periodo di espansione della ribellione kuruc nell'Alta Ungheria, il cui leader Imre Thököly tentò di conquistare Košice. Ci riuscì nel 1682. Secondo la composizione delle monete del tesoro, si può concludere che il suo proprietario era una persona benestante ovvero un sostenitore degli Asburgo. Ciò è dimostrato anche dal luogo in cui il tesoro era nascosto agli insorti: l'edificio amministrativo della Camera dello Spiš su Hlavná ulica, la principale istituzione finanziaria con giurisdizione sull'Alta Ungheria. Il proprietario nascose gli oggetti di valore sotto il pavimento della cantina per evitarne del furto.

## Vicende del tesoro dopo la scoperta
Nel 1935, l'edificio barocco della Camera dello Spiš fu demolito per fare spazio a una nuova direzione dell'agenzia delle entrate. I lavoratori che scoprirono il tesoro all'inizio cercarono di appropriarsene e di venderlo. Dopo che rivelarono la loro intenzione, tuttavia, il tesoro intatto fu trasferito nelle riserve finanziarie a Bratislava e da lì nelle riserve centrali di Praga. Negli anni 1941-1942, il tesoro fu catalogato dall'esperta numismatica Emanuela Nohejlová-Prátrová al Museo Nazionale di Praga. Poiché diversi stati erano interessati al tesoro durante la Seconda guerra mondiale (la Prima repubblica slovacca, l'Ungheria, il Terzo Reich), il tesoro fu nascosto nel 1943 in due località fuori Praga.
Tornò a Košice per una mostra nel 1956 e poi fino al 1967, ma non c'erano locali adatti per la sua posizione permanente nella città di origine. Pertanto, nel 1969, fu costruita una grande cassaforte nel seminterrato dell'edificio principale del Museo della Slovacchia orientale. L'esposizione del tesoro d'oro di Košice è stata aperta al pubblico nel 1970.